# Anubión
Anubión (Ἀνουβίων: Kr. u. 2. vagy 3. század) görög asztrológus és költő. Késői források szerint Simon mágus köréhez tartozott, ez azonban minden bizonnyal téves azonosítás.
Elveszett születési asztrológiai tankölteménye egyedi módon elégikus versmértékben íródott, ezen az alapon az összes asztrológiai témájú, ebben a formában fennmaradt töredéket vele hozzák kapcsolatba. Név szerint csupán thébai Héphaisztión és Rhétoriosz idézi, a papirusztöredékek alapján pedig Firmicus Maternus asztrológiai művének egyik forrásául szolgált.